# Escada
Escada — німецька компанія, заснована в 1976 році подружжям Маргарет і Вольфгангом Леями, виробник модного одягу, парфумерії, аксесуарів та інших предметів розкоші. З 2009 року належить родині Лакшмі Міттала.

## Історія
Компанія була заснована в 1976 році, подружжям Маргарет і Вольфгангом Леями. Маргарет, яка закінчила кар'єру супермоделі, а Вольфганг — був бізнесменом.
Назва компанії, Escada, запозичене від ірландського скакуна, який переміг на скачках, на яких були присутні подружжя Лей.
У листопаді 2009 року компанія Escada була придбана індійським мільярдером Лакшмі Мітталом. Керівником компанії стала його невістка — Мегха Міттал.